# 陰陽師 (2015年のテレビドラマ)
『陰陽師』（おんみょうじ）は、2015年9月13日にテレビ朝日で放送された日本のテレビドラマ。スペシャルドラマとして放送。原作は夢枕獏の小説『陰陽師』。主人公の安倍晴明は、市川染五郎が演じる。堂本光一と山本美月は、時代物のドラマはこの作品が初出演となる。

## キャスト
- 安倍晴明 - 市川染五郎
- 源博雅 - 堂本光一
- 青音 - 山本美月
- 蘆屋道満 - 國村隼
- 藤原兼家 - 川原和久
- 藤原道長 - 和田正人
- 藤原兼通 - 六平直政
- 藤原師輔 - 志垣太郎
- 藤原伊尹 - 上杉祥三
- 荼枳尼 - 雛形あきこ
- 卜部覇矢手 - 和田聰宏
- 賀茂保憲 - 神保悟志
- 青い貴人 - 池畑慎之介
- 村上天皇 - 冷泉公裕
- 夢虫 - 河合ひかる
- 茅草 - 尾花貴絵
- 大江元房 - 敦士
- 藤原義定 - 中林大樹
- 長屋王 - 柳亮
- 長屋王の后 - 押田瑞穂
  - 堀有里、戸石みつる、久保田直子、和希優美、鈴木咲　ほか
- ナレーション - 中村育二

## スタッフ
- 原作 - 夢枕獏
- 脚本 - 金子成人
- 監督 - 山下智彦
- EDテーマ - 石井竜也「愛してるだけじゃない」
- ロケ協力 - 奥州市、えさし藤原の郷、奥州市ロケ推進室、奥州市ロケ協力実行委員会 ほか
- 陰陽道指導 - 高橋圭也
- 所作指導 - 五代目西川箕乃助（西川流）
- 笛指導 - 山口耕司（國學院大學）、藤脇亮
- VFXスーパーバイザー - 鹿角剛、大畑智也
- アクション監督 - 髙橋伸稔
- スタント&アクション - ネオ・エージェンシー
- 特殊効果 - 小林正巳（テイクワン）
- 技術協力 - ビデオフォーカス
- 美術協力 - KHKアート
- 装飾 - 日映装飾美術
- 衣装 - 東宝コスチューム
- 企画 - 古賀誠一（オスカープロモーション）
- ゼネラルプロデューサー - 黒田徹也
- プロデューサー - 伊東仁（テレビ朝日）、近藤晋（オスカープロモーション・Shin企画）、岡田寧（オスカープロモーション）
- 製作 - テレビ朝日、オスカープロモーション